# Atherigona reversura
Atherigona reversura este o specie de muște din genul Atherigona, familia Muscidae, descrisă de Villeneuve în anul 1936. Conform Catalogue of Life specia Atherigona reversura nu are subspecii cunoscute.